# Caterham F1 Team
För stallet som deltog i Formel 1 mellan 1954 och 1994, se Team Lotus. För biltillverkaren, se Caterham Cars.
Caterham F1 Team var ett malaysiskt Formel 1-stall baserat i Storbritannien som tävlade i F1 mellan 2012 och 2014. Stallet ägdes av ett affärskonsortium från Schweiz och mellanöstern. Teamet debuterade ursprungligen redan säsongen 2010 under namnet Lotus Racing för att inför 2011 byta namn till Team Lotus. Stallet bytte sedan namn från Team Lotus till Caterham F1 Team inför säsongen 2012, då Lotus F1 Team fick ensamrättigheterna till namnet Lotus. Namnet Caterham kommer från den brittiska sportbilstillverkaren Caterham.

## Formel 1

### 2012
Jarno Trulli och Heikki Kovalainen fick fortsatta att köra för stallet för säsongen 2012. I januari 2012 meddelades det att stallet skulle flytta till Leafield Technical Centre i Leafield, Oxfordshire. Den 17 februari meddelade stallet att Vitalij Petrov skulle ersätta Jarno Trulli men att Kovalainen fortsätter. Caterhams bil var långsammare än väntat i början av säsongen, men Caterham fann snabbt tempo med Kovalainen och lite senare också Petrov. Under det sista loppet uppnådde Vitalij Petrov stallets bästa resultat någonsin, en elfteplats. Teamet säkrade en 10:e plats i konstruktörsmästerskapet. 

### 2013
Den 23 november 2012 meddelades att Marussia-föraren Charles Pic tecknat ett flerårigt avtal med stallet. Hans stallkamrat blev Giedo van der Garde. Den 1 mars 2013 meddelade stallet att Alexander Rossi och Ma Qinghua skulle vara reservförare för säsongen 2013.
Charles Pics 14:e plats under Malaysias Grand Prix blev stallets bästa resultat av säsongen hittills. Den 17 april 2013 bekräftades att stallet tecknat ett avtal med Heikki Kovalainen som reservförare. Ma Qinghua förlorade därmed sin reservförarplats. Vid Belgiens Grand Prix kvalificerades sig Giedo van der Garde som 14:e, detta blev det bästa kvalresultatet någonsin för stallet. Teamet slutade på elfte plats i konstruktörsmästerskapet.

### 2014
Den 21 januari 2014 meddelades att stallet skulle få en helt ny föraruppställning med svensken Marcus Ericsson och japanen Kamui Kobayashi.
25 maj 2014 rapporterades det om att Caterhams ägare Tony Fernandes är beredd att sälja stallet. Man uppgav att Fernandes tröttnat på uteblivna resultat. Nyheten kom strax efter slutresultatet i Monacos Grand Prix där Ericsson slutade 11 och tangerade därmed Vitalij Petrovs resultat från Brasiliens Grand Prix 2012. Huvudkonkurrenten Marussia lyckades dock ta sina första VM-poäng och lämnar därför Caterham som enda aktiva stall som inte lyckats ta någon poäng alls.
2 juli 2014 gick Caterham ut med ett pressmeddelande och bekräftade att Fernandes sålt stallet till ett konsortium bestående av investerare från Schweiz och mellanöstern. Cyril Abiteboul lämnar jobbet som stallchef med omedelbar verkan och ersätts av f.d F1-föraren Christijan Albers från Holland som kommer att assisteras av Manfredi Ravetto. Rumäniern Colin Kolles är också inblandad med rollen som rådgivare, tidigare stallchef för Midland F1 och Hispania Racing. Stallet behåller sitt gamla namn. Kort därefter meddelar teamet att Alexander Rossi lämnar stallet som reservförare.

## F1-säsonger
| Säsong | Tävlingsnamn     | Bil           | Motor                  | Däck | Poäng | VM-plac. | Förare 1          | Förare 2                      | Testförare                                       |
| ------ | ---------------- | ------------- | ---------------------- | ---- | ----- | -------- | ----------------- | ----------------------------- | ------------------------------------------------ |
| 2010   | Lotus Racing     | Lotus T127    | Cosworth V8 CA2010     | B    | 0     | 10:a     | Heikki Kovalainen | Jarno Trulli                  | Fairuz Fauzy                                     |
| 2011   | Team Lotus       | Lotus T128    | Renault RS27-2011      | P    | 0     | 10:a     | Heikki Kovalainen | Jarno Trulli · Karun Chandhok | Davide Valsecchi · Luiz Razia · Ricardo Teixeira |
| 2012   | Caterham F1 Team | Caterham CT01 | Renault RS27-2012      | P    | 0     | 10:a     | Heikki Kovalainen | Vitalij Petrov                | Giedo van der Garde · Alexander Rossi            |
| 2013   | Caterham F1 Team | Caterham CT03 | Renault RS27-2013      | P    | 0     | 11:a     | Charles Pic       | Giedo van der Garde           | Heikki Kovalainen · Giedo van der Garde          |
| 2014   | Caterham F1 Team | Caterham CT05 | Renault Energy F1-2014 | P    | 0     | 11:a     | Marcus Ericsson   | Kamui Kobayashi               | Robin Frijns · Alexander Rossi                   |